# بحرية الإمبراطورية الرومانية
تُشير البحرية الرومانية إلى القوات البحرية لروما القديمة. أدّت البحرية دورًا بارزًا في الغزو الروماني لحوض البحر الأبيض المتوسط، إلا أنها لم تحظَ بنفس مكانة الفيالق الرومانية البرية. عبر تاريخهم، بقي الرومان شعبًا مرتبطًا بالأرض، ولبناء سفنهم اعتمدوا بصورة جزئية على رعاياهم من ذوي المهارات البحرية الأكثر كالإغريق والمصريين. ونظرًا ذلك، لم تعتمد الدولة الرومانية على القوات البحرية بشكل كامل، واعتبرتها «غير رومانية» إلى درجة معينة. 
في العصور القديمة، لم تكن القوات البحرية والأساطيل التجارية تتمتع بالاستقلال على الصعيد اللوجيستي كما لدى السفن والأساطيل الحديثة. وعلى عكس القوات البحرية المعاصرة، لم تعمل البحرية الرومانية حتى في أوج أدائها باعتبارها قوات مستقلة، بل عملت كمُلحَق للجيش الروماني.
خلال الحرب البونيقية الأولى، توسّعت البحرية الرومانية بشكل كبير، وأسهمت بشكل كبير في انتصار الرومان وبسْط الجمهورية الرومانية في نهاية الأمر هيمنتَها على البحر الأبيض المتوسط. خلال النصف الأول من القرن الثاني قبل الميلاد، عمِدت روما إلى تدمير قرطاج وإخضاع الممالك الهلنستية في شرق البحر الأبيض المتوسط، محققة بذلك السيطرة الكاملة على البحر الداخلي، الذي أطلقوا عليه اسم ماري نوستروم (بمعنى: بحرنا). برزت أهمية الأساطيل الرومانية مرة أخرى في القرن الأول قبل الميلاد في الحروب على القراصنة، وفي الحروب الأهلية التي أسقطت الجمهورية، والتي شملت حملاتها كافة البحر الأبيض المتوسط. في العام 31 قبل الميلاد، مثّلت معركة أكتيوم البحرية الكبرى آخر الحروب الأهلية، وتكللت بالنصر النهائي لأغسطس قيصر وإنشاء الإمبراطورية الرومانية.
خلال حقبة الإمبراطورية الرومانية، أصبح البحر الأبيض المتوسط «بحيرة رومانية» يعمّها السلام في الغالب. لدى غياب الأعداء البحريين، غالبًا ما اقتصر تكليف القوات البحرية على مهمات الدوريات، ومكافحة القرصنة، والنقل. وفي المقام الأول، تمثّلت المهمة الأكثر حيوية للبحرية الرومانية في تأمين شحْن واردات الحبوب الرومانية وتسليمها إلى العاصمة بلا عوائق عبر البحر الأبيض المتوسط. كما اضطلعت البحرية بتأهيل وصيانة المراكب على الأنهار الحدودية الرئيسية، مثل نهر الراين والدانوب لإمدادات الجيش.
على الحدود القصوى للإمبراطورية، خلال الغزوات الجديدة أو في حالات الدفاع أمام غزوات البرابرة المتزايدة، كانت الأساطيل الرومانية ما تزال منخرطة في حرب مفتوحة. ألحقت الأزمة الإمبراطورية في القرن الثالث خسائر فادحة بالقوات البحرية، والتي تحولت إلى كيان لا يُشبه ما كانت عليه في السابق، على مستوى الحجم والقدرة القتالية. عندما قرعَت موجات متتالية من المهاجرين على الحدود البرية للإمبراطورية المتهالكة، لم تتمكن البحرية سوى من تأدية دور ثانوي فحسب. مع بدايات القرن الخامس، اختُرقت الحدود الرومانية، ورَسى جنودُ ممالك البرابرة على السواحل الغربية للبحر الأبيض المتوسط. كما تمكّنت إحدى تلك الممالك، المملكة الوندالية وعاصمتها قرطاج، من إنشاء أسطول بحري، وأغارت على سواحل البحر الأبيض المتوسط، وحتى غزت روما، في حين لم تستطع الأساطيل الرومانية بأعدادها المتناقصة المقاومة. سقطت الإمبراطورية الرومانية الغربية في أواخر القرن الخامس. وعُرِفت القوات البحرية التابعة للإمبراطورية الرومانية الشرقية باسم البحرية البيزنطية.

## نبذة تاريخية

### الجمهورية الأولى
يكتنف الغموض الأصولَ الدقيقة لتأسيس الأسطول الروماني. بحُكم كونهم مجتمعًا زراعيًا ومرتبطًا بالأرض، فنادرًا ما غامر الرومان بركوب البحر، على عكس جيرانهم الإتروسكانيين. ثمة أدلة على وجود سفن حربية رومانية من أوائل القرن الرابع قبل الميلاد، فقد جاء ذِكر سفينة حربية حملت السفراء إلى دلفي في العام 394 قبل الميلاد. ومع ذلك، فقد عُومل الأسطول الروماني بإهمال، في حال وجوده أصلًا. والمتعارف عليه أن تاريخ ميلاد البحرية الرومانية هو العام 311 قبل الميلاد. فبعد غزو كامبانيا، كُلِّف اثنان من ضباط البحرية الجدد بالتعهّد بالأسطول. نتيجة لذلك، أصبح للجمهورية أسطولها الأول، والذي ضمّ 20 سفينة، على الأرجح ثلاثية المجاذيف، مع قيادة كلّ ضابط بحري لأسطول مؤلّف من 10 سفن. بالرغم من ذلك، واصلت الجمهورية في الاعتماد الرئيسي على فيالقها العسكرية للتوسع في إيطاليا؛ ويرجح أن البحرية قد وُجّهت نحو ردع القراصنة، وافتقرت إلى الخبرة في الحروب البحرية، فقد هُزمت بسهولة في العام 282 قبل الميلاد أمام أهل تارانتو.
استمر وضع البحرية الرومانية ذلك حتى الحرب البونيقية الأولى: كانت المهمة الرئيسية للأسطول الروماني هي تسيير الدوريات على طول السواحل والأنهار الإيطالية، وحماية التجارة البحرية من القرصنة. وكلما اقتضت الحاجة إلى تأدية مهام أكبر، كضرْب حصار بحري على مدينة، استدعى الرومان المدن اليونانية المتحالفة معهم في جنوب إيطاليا، الحلفاء البحريين، إلى تقديم السفن والطواقم البشرية. من الممكن أن مهمة الإشراف على أولئك الحلفاء البحريين كانت أحد واجبات الرجال الأربعة في منصب البريتور البحري الذي أنشئ في العام 267 قبل الميلاد.

### الحرب البونيقية الأولى
تُعتبر الحرب البونيقية الأولى أول حملة يشنّها الرومان خارج بر إيطاليا الرئيسي ضد جزيرة صقلية في العام 265 قبل الميلاد. أدى ذلك إلى نشوب الأعمال القتالية ضد قرطاج، والتي لم تتوقف حتى العام 241 قبل الميلاد. في ذلك الوقت، كانت المدينة البونيقية هي المُهيمن الأوحد على غرب البحر الأبيض المتوسط، وتتمتع بخبرة ملاحية وبحرية طويلة بالإضافة إلى امتلاها أسطولًا ضخمًا. على الرغم من أن روما اعتمدت على فيالقها خلال غزو إيطاليا، فإن العمليات في صقلية استلزمت الدعم البحري بأسطول، ولم تكن السفن التي قدّمها حلفاء روما لتفي بالغرض. بالتالي، وفي العام 261 قبل الميلاد، أمر مجلس الشيوخ الروماني ببناء أسطول مؤلف من 100 سفينة خماسية المجاذيف و20 سفينة ثلاثية المجاذيف. وفقًا لما ذكره بوليبيوس، فقد استولى الرومان على حُطام سفينة قرطاجية غارقة، واستخدموها كنموذج لبناء سفنهم. عُهدت قيادة الأساطيل الجديدة إلى الحكام الرومان المنتخبين سنويًا، إنما أسهم الضباط الأدنى مرتبةً بالخبرة البحرية، والتي قدّمها الحلفاء البحريون، ومعظمهم من الإغريق. استمرت هذه الممارسة حتى فترة طويلة من عُمر الإمبراطورية، وهو أمر يدلّل عليه كذلك الاستخدام المباشر للعديد من المصطلحات البحرية الإغريقية.
على الرغم من ضخامة حشودهم، بقيت الأطقم الرومانية أقل شأنا من حيث الخبرة البحرية مقارنةً بالقرطاجيين، ولم يكن بإمكانهم مجرد التفكير بمضاهاة أساليبهم القتالية البحرية، التي تطلّبت قدرةً استثنائية على المناورة وخبرة عالية. لهذا السبب، فقد استخدموا سلاحًا جديدًا عدّل كفّة الحروب البحرية لصالحهم، إذ عمِدوا إلى تزويد سفنهم ببرج الغراب، وهي التقنية التي قد يكون طورها السرقوسيون من قبلهم ضد الأثينيين. وبرج الغراب كان عبارة عن لوح خشبي طويل مزوّد بنتوء مسماري للتثبيت على سفن العدو. وعبر استخدامه كجسر للعبور، تمكن المحاربون الرومان من الصعود على متن السفينة المعادية، وتحويل القتال البحري إلى صورة من القتال البري الذي تفوّقت فيه فيالق الجيش الروماني. ومع هذا، يُعتقد أن وزن برج الغراب تسبّب في عدم توازن السفن، وجعلها عُرضة للانقلاب في البحار المضطربة.
مع أن أول معركة بحرية في الحرب، معركة الجزر الإيولية في 260 قبل الميلاد، شهدت هزيمة روما، فإن حجم القوات المشتركة بالحرب كان صغيرًا نسبيًا. إثر استخدامها لأبراج الغراب، انتصرت البحرية الرومانية الناشئة بقيادة غايوس دويليوس بأول اشتباكٍ كبير لها في وقت لاحق من ذلك العام في معركة ميلاي. خلال سير الحرب، استمرت سلسلة انتصارات روما في البحر: مثل انتصارها في سولكي (في العام 258 قبل الميلاد)، وتينداري (257 قبل الميلاد)، ثم معركة خليج إكنوموس الهائلة، حيث كان الأسطول الروماني بقيادة القناصل ماركوس آتيلوس ريغولوس ولوسيوس مانليوس، وألحقوا بالقرطاجيين هزيمة قاسية.